# Swilengrad-Halbinsel
Die Swilengrad-Halbinsel (bulgarisch полуостров Свиленград poluostrow Swilengrad) ist eine 5,2 km lange und 5,6 km breite Halbinsel an der Davis-Küste des Grahamlands auf der Antarktischen Halbinsel. An der Orléans-Straße trennt sie die Lanchester Bay im Südwesten von der Jordanoff Bay im Nordosten. Im Nordwesten endet sie im Wennersgaard Point, auf ihr ragt der nördliche Teil des Korten Ridge auf.
Deutsche und britische Wissenschaftler kartierten sie 1996 gemeinsam. Die bulgarische Kommission für Antarktische Geographische Namen benannte sie 2016 nach der Stadt Swilengrad im Süden Bulgariens, einer der Standorte der bulgarischen Luftwaffe während des Ersten Balkankrieges (1912–1913).